# Dicranella euryphylla
Dicranella euryphylla är en bladmossart som beskrevs av Hugh Neville Dixon 1941. Dicranella euryphylla ingår i släktet jordmossor, och familjen Dicranaceae. Inga underarter finns listade i Catalogue of Life.